# Ozodiceromya californica
Ozodiceromya californica är en tvåvingeart som först beskrevs av Krober 1912.  Ozodiceromya californica ingår i släktet Ozodiceromya och familjen stilettflugor.
Artens utbredningsområde är Kalifornien. Inga underarter finns listade i Catalogue of Life.